# Courcité
Courcité település Franciaországban, Mayenne megyében. Lakosainak száma 808 fő (2022. január 1.). Courcité Averton, Saint-Aubin-du-Désert, Saint-Germain-de-Coulamer, Saint-Mars-du-Désert, Saint-Thomas-de-Courceriers, Trans és Villaines-la-Juhel községekkel határos.

## Népesség
A település népességének változása:
| Lakosok száma | 948  | 1002 | 938  | 998  | 900  | 899  | 906  | 854  | 828  | 808  |
|               | 1968 | 1982 | 1990 | 2006 | 2013 | 2015 | 2017 | 2019 | 2020 | 2022 |